# Savo Kostadinovski

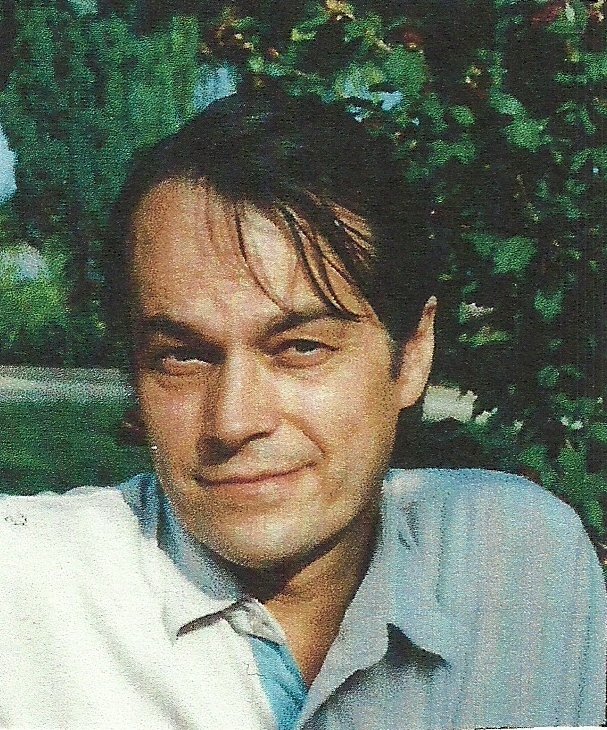
Savo Kostadinovski

Savo Kostadinovski (mazedonisch Саво Костадиновски; * 30. Mai 1950 in Gorno Botusche, Bezirk Makedonski Brod, Mazedonien) ist ein mazedonisch-deutscher Schriftsteller.

## Biographie
Savo Kostadinovski wurde im westmazedonischen Dorf Gorno Botusche geboren und besuchte dort und in Gostivar die Grundschule. Im Fernstudium absolvierte er die Technische Hochschule in Belgrad. Als Jugendlicher erlebte er das katastrophale Erdbeben des Jahres 1963 in Skopje: Beim Einsturz seines Hauses in Gostivar zog er sich Verletzungen am Bein zu. 1964 fand er Unterkunft in einem Internat in Belgrad, als Kind eines Partisanen erhielt er ein Stipendium. 1965 siedelte er um nach Slavonski Brod in Kroatien, wo er Arbeit fand und sich nebenher der Poesie widmete. 1968–1970 leistete er seinen Wehrdienst bei der  Jugoslawischen Volksarmee in Karlovac und Zagreb. Seit 1971 lebt er in Deutschland, seit 1973 in Köln, wo er an der dortigen Fachhochschule Maschinenbau studierte.
Seine erste Gedichtsammlung Sommer im Heimatland veröffentlichte er 1980 im makedonischen Verlag für Kinder- und Jugendliteratur „Detska radost“. Danach folgten weitere Kinderbücher und Erzählungen.
Reisen durch ganz Europa sowie zu Verwandten in Nordamerika, Indien, Tebet, China und Australien gaben ihm Impulse für seine schriftstellerische Betätigung. Er schreibt Lyrik und Prosa für Kinder und Erwachsene in mazedonischer und auch in deutscher Sprache. Viele seiner Gedichte wurden in der Literaturzeitschrift Die Brücke veröffentlicht.
Seine Arbeiten wurden in mehrere Sprachen übersetzt. Vielen seiner Anthologien wurden in Mazedonien und Deutschland veröffentlicht. Er erhielt zahlreiche Preise und Auszeichnungen, darunter 1993 den Literaturpreis der Auswanderervereinigung Mazedoniens.

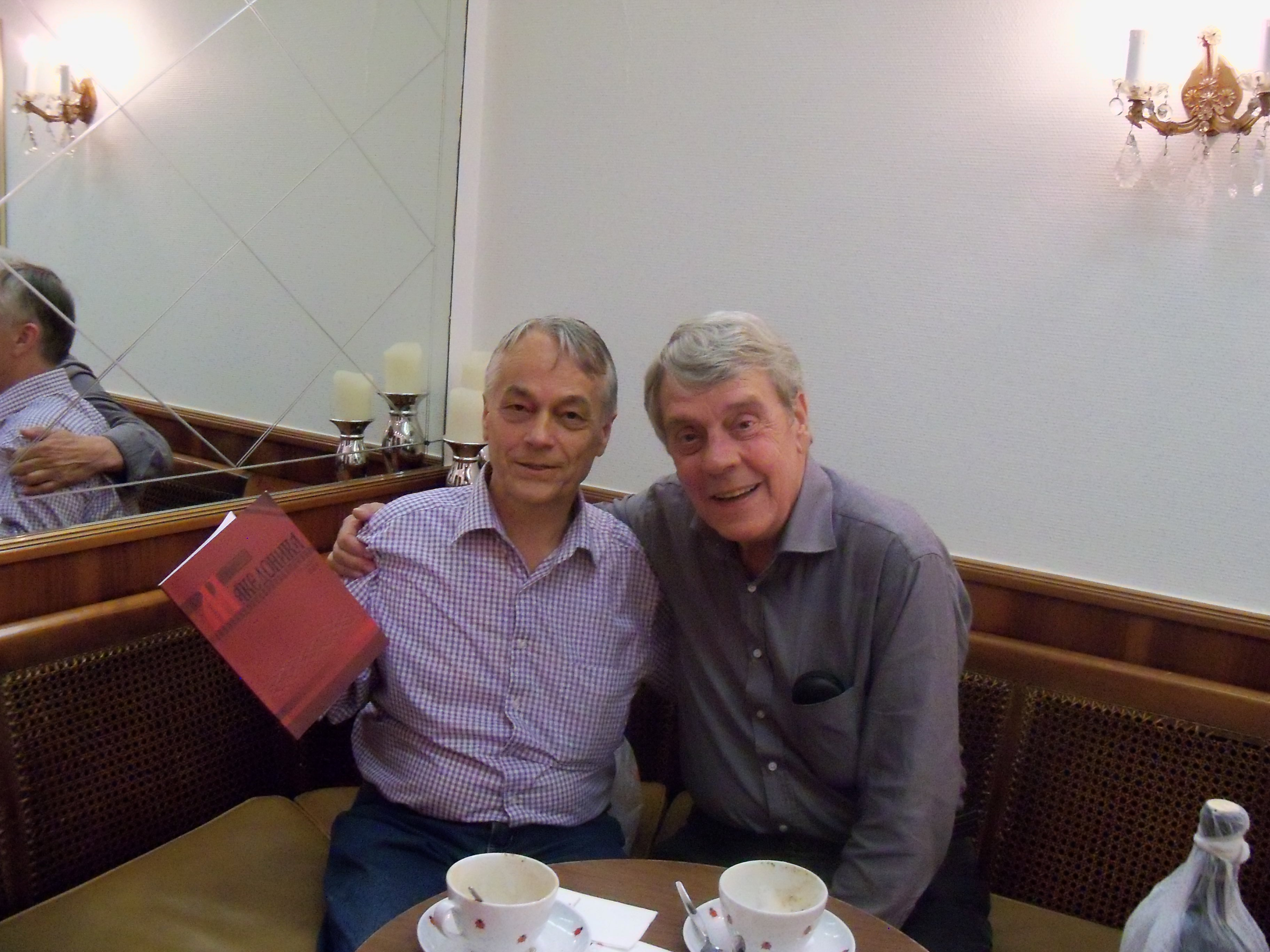
Savo Kostadinovski und der deutsche Slawist Wolf Oschlies

## Mitgliedschaften
Savo Kostadinovski ist seit 1989 Mitglied des Mazedonischen Schriftstellerverbandes (DMP) und seit 1993 Mitglied des Verbands Deutscher Schriftsteller (VS) sowie seit 1995 des Journalisten- und Übersetzerverbands Mazedoniens. Er trat mit Lesungen bei kulturellen und multikulturellen Veranstaltungen in zahlreichen Städten Deutschlands wie auch in seiner Heimat Mazedonien auf.

## Werke
Poesie für Jugend:
- „Sommer in der Heimat“ (1980)
- „Sehnsucht“ (1988)
- „Käfig ohne Vögel - von Botuše nach Köln“ (1990)
- „Kinder der Welt“ (1990)
- „Gedichte“ (1991)
- „Gedichte aus Botuše“ (1992)
- „Gedichte“ (1993)
- „Poreče“ (1995)
- „Tausend und eine Nostalgie“ (2001)
- „Gemeinsam mit Filip“ (2013)
- Gespräche mit Beti  (2013)
- Jahre in Versen (2013)
- Ewige Stimme (2013)
- Briefe an Filip (2014)
- In Urlaub bei Filip (2014)
- Immer mit Filip (2014)
- Filips erstes Schuljahr (2014)
- Wie lernte Filip das ABC (2014)
- Perlchen für Bisera (2014)
- Schriften aus Amerika (2015)
- Nahe Gedichte von entfernte Australien (2015)
- Europa in Versen (2015)
- Poreče (2015)
- Mit Botuše in Paris (2015)
- Ohne Heimat (2016)
- Köln und ich (2016)
- Mit dem Vaterland (2016)
- Aus dem Leben in Europa (2016)
- Makedonische Gedenkstätte (2016)
- Gedichte für Jugend, (2018) – Gesamte Auflage
- Beti, Filip Und Bisera (2018)
- Haustiere und wilde Tiere (2020)
- An Makedonien mit Liebe (2020)
- Die Kinder sind unsere Freude (2020)
- Alles aus Liebe zu Botuše und Botušanern (2020)
- Opa, warum liebst du die Kinder (2020)
- Aus dem Tagebuch der Isolation (2020)
- Botuše in Erinnerungen (2020)
- Botuše, und die letzte Bewohner (2020)
- Mit Botuse bis zur Arktik (2020)
- Aus dem Tagebuch der Fremde (2020)
- Die Zeit ist nicht nur Illusion (2020)
- Die Natur ist für uns alle (2020)
- Von den Bergpfaden bis zur Autobahn (2020)
- Mit dem Schiff von Poreče (2020)
- Buch für jedes Kind (2020)
- Blumen und Poesie (2021)
- Poreče, in der Literatur von Schriftsteller Savo Kostadinovski, Als Co-Autor mit Bojan Bežoski (2021)
- Die Wahrheiten über Kostadin Komita-Kapidanot, Als Co-Autor mit Biljana Biboska (2021)
- Mit den Blumen in der Welt (2021)
- An Makedonien aus Liebe (ergänzte Auflage 2023)
- Jahre in Versen (ergänzte Auflage 2023)
- Ein Herbst in London (2023)
- Ein Winter in Sidney (2023)
- Ein Frühling in Paris (2023)
- Die magische Zahl 13 (2023)
- Die Opas und die Enkel (2023)

Poesie für Erwachsene in Deutsch und Mazedonisch:
- Poesie für die Poesie, (2002) zweisprachig: rumänisch/makedonisch „Orient-Oxident“ Bukarest,
- Poesie für die Poesie, (2012) zweisprachig:deutsch/makedonisch „Matica makedonska“ Skopje,
- Poesie im Leben des Poeten (2013) zweisprachig: deutsch/makedonisch „Makedonika litera“ Skopje,
- Die Liebe lebt (2014) deutsch (zusammen mit Therese Reuber) „Makedonka litera“ Skopje,
- Leben für Botuše (2014) zweisprachig:deutsch/makedonisch „Makedonika litera“ Skopje,
- Gedichte aus Köln (2014) zweisprachig:deutsch/makedonisch „Makedonika litera“ Skopje,
- Poesie für die Poesie,  Übersetzt auf Serbisch, (2015) – Banats kultur Zentrum – Novo Miloševo,
- Geschichte der Kriege, (2015) zweisprachig:deutsch / makedonisch „Makedonika litera“ Skopje,
- Der Mensch und das Vaterland (2017) Agentur für Auswanderer der Republik von Makedonien
- Poesie für Erwachsene, (2018) – Gesamte Auflage, zweisprachig makedonisch/deutsch, „Akademski Pecat“ Skopje,
- Gedichte und Manifeste (2019) – (zweisprachig: deutsch-makedonisch) Skopje,
- Alte und neue Gedichte (2020) Skopje,
- Poet und Soldat (2021) – (Zyklus Gedichte von Djore Gerovski) Skopje,
- Wir Poeten von Köln (2021) – (Auswahl Poesie von Kölner Poeten) Skopje
- Gedichte für Poreče und Porečanen (2023)
- Gewidmete Gedichte (2023)
- Die Söhne Makedoniens (2023)

Prosa für Jugendliche und Erwachsene:
- Die drei Zeitalter, Biographischer Roman, (2005) „Makedonska reč“ Skopje,
- Heimatdorf mit Herz (2005) „Makedonska reč“ Skopje,
- Die drei Zeitalter, Übersetzung auf Deutsch, (2015) „Literatur-Atelier“ Bonn,
- Heimatdorf mit Herz, Ubersetzung auf Deutsch (2016) „Literatur-Atelier“ Bonn,
- Bisera und Filip, Übersetzung auf Deutsch (2016) „Literatur-Atelier“ Bonn,
- Heimatdorf mit Herz, Zweisprachig deutsch/makedonisch (2016) „Antolog“ Skopje,
- Bisera und Filip, Zweisprachig deutsch/makedonisch (2016) „Antolog“ Skopje,
- Die drei Zeitalter, Biograpficher Roman (zweite ergänzte Ausgabe) (2017) „Makedonika Litera“ Skopje,
- Erklärungen (2021) „Akademski pečat“ Skopje